# All-Star (revista)
All-Star es la revista oficial de la liga de baloncesto estadounidense, la NBA, en España y es dirigida por el periodista Jorge Quiroga y cuenta con la colaboración de Isabel Tabernero, Anthony Daimiel etc. En 2006 había publicado más de 150 números y tiene un precio de 3,60 €.
Esta revista cuenta con artículos y entrevistas de la revista oficial en Estados Unidos. 
Es una revista de alrededor de 100 páginas y cuenta con varias secciones como: 
- La editorial de Jorge Quiroga.
- El Código Daimiel, redactada por Antoni Daimiel.
- Highlines donde están las fotos más destacadas del mes
- Pick'n'Roll, que contiene noticias breves.
- Pasando Por El Aro de Vicente Salaner.
- Mi MVP donde tendrás que adivinar cual es el jugador que hoy esconde Jesús Sánchez
- Aquellos Maravillosos Años, una sección para jóvenes que no pudieron ver jugar a gente como Michael Jordan.
- Tocando La Red donde no hay artículos de colaboradores de la revista sino artículos escritos por los lectores, como Carlos Escudero o niños.
- La Última que es una caricatura sobre algún entrenador o jugador actual o del pasado.

- Datos: Q5669114